# 4-й пехотный полк (Австро-Венгрия)
4-й Нижнеавстрийский пехотный полк (нем. Niederösterreichisches Infanterie-Regiment Nr. 4), раннее название Императорский и королевский 4-й пехотный полк Гроссмейстера Тевтонского ордена (нем. k.u.k. Infanterie-Regiment Hoch- und Deutschmeister Nr. 4) — немецкий пехотный полк Единой армии Австро-Венгрии.

## История

### Боевая слава
Полк образован в 1696 году по договору императора Австрии Леопольда I с Гроссмейстером Тевтонского ордена Францем Людвигом Пфальц-Нейбургским, который стал командиром и шефом полка. С 1525 года назначать Магистра Тевтонского ордена имел право только глава Священной Римской Империи. Официальным днём рождения полка считается 3 июня 1696 года, когда тот заступил на службу императору. В полк зачислялись выходцы из Франконского округа.
На счету полка участие во множестве войн: будучи в Трансильвании, полк не раз сражался против турецких войск. 11 сентября 1697 года он отличился под Зентой, за что от лица Евгения Савойского было направлено благодарственное письмо командиру полка, барону Дамиану Уго фон Фирмонту цу Неерзену. В 1717 году под Белградом отличился командир Дамиан Казимир фон Дальберг, а 18 июня 1757 года в битве при Колине (одно из сражений Семилетней войны) полк разбил доселе непобедимую прусскую армию Фридриха Великого, после чего день 18 июня стал полковым праздником, а после войны на территории Венского леса (в пригороде Вены) были возведены полковые казармы. С 1769 года полк получил именной 4-й номер и шефа в лице Гроссмейстера Немецкого ордена (его упоминание было упразднено в 1814 году после Наполеоновских войн), а с 1806 года покровителем полка стал эрцгерцог из семейства Габсбургов.
В 1799 году участвовал в сражении при Нови под командованием Суворова. В упорном многочасовом бою полк потерял до 3/4 личного состава и почти всех офицеров.
Полк отличился также в подавлении венгерской революции в 1848 году и участвовал в австро-итало-прусской войне.

### Структура
К 1 августа 1914 структура полка была следующей:
- Подчинение: 2-й армейский корпус, 25-я пехотная дивизия
- Национальный состав полка: 95 % — немцы, 5 % — прочие национальности[5]
- Штаб-квартира: Вена
- Дислокация батальонов: 1-й — Вёллерсдорф, 2-й и 3-й — Вена, 4-й — Коньиц
- Командир: полковник барон Людвиг фон Хольцхаузен
- Офицеры штаба:
  - оберст-лейтенант Хайнрих Ванек
  - оберст-лейтенант Франц Хассентойфель
  - оберст-лейтенант Уго Фишер фом Зее
  - майор Эрих Наухаймер
  - майор барон Йозеф фон Вальдштеттен-Ципперер
  - майор Максимилиан Фридингер
  - майор Оскар Майер
- Цвета:
  - цвет униформы: тёмно-синий
  - цвет лацканов: небесно-голубой
  - цвет пуговиц: золотой
- Язык: немецкий

### Расформирование и правопреемники
В январе 1915 года полки были лишены покровителей и почётных званий, сохранив только свои номера, но только 4-й пехотный полк стал исключением из правил (вероятно, из-за бюрократической путаницы). В ходе так называемых реформ Конрада с июня 1918 года число батальонов было сокращено до трёх, и 4-й батальон был расформирован.
В 1918 году полк был окончательно расформирован после краха Австро-Венгрии, однако традиции и память о Гроссмейстере Немецкого ордена были переданы ряду подразделений армии Первой Австрийской республики: так, это почётное наименование получил 4-й пехотный полк. Позднее из трёх дивизий армии Австрии была создана немецкая 44-я пехотная дивизия вермахта, переименованная в рейхсгренадерскую имени Гроссмейстера Немецкого ордена. Особое знамя получил 3-й батальон 134-го гренадерского полка — знамя было создано на основе старого герба Священной Римской Империи и герба Австро-Венгрии.
В австрийской армии после Второй мировой войны правопреемником 4-го пехотного полка был сначала 21-й полк ландвера, позднее 2-я егерская бригада 2-го егерского полка, а с 2006 года традиции полка носит 1-й венский егерский батальон.

## Шефы полка
В разное время должность шефов полка занимали:
- 1696: Франц Людвиг Нейбургский
- 1731: Клеменс Август Баварский
- 1761: Карл Александр Лотарингский
- 1780: Максимилиан Франц Австрийский
- 1801: Карл Тешенский
- 1805: эрцгерцог Антон Виктор

## Командиры
- 1859: полковник Иоганн Плохль[10]
- 1865: полковник Иоганн Тёплы фон Хоэнфест[11]
- 1879—1895: полковник Густаф Борозини фон Хоэнштерн[12]
- 1895—1900: полковник Фердинанд Пфайффер
- 1903—1904: полковник Норберт Кнопп фон Кирхвальд
- 1905—1908: полковник Уго Далер[13]
- 1908—1912: полковник Эдуард Пёльц
- 1913: полковник Адольф Штерц, эдлер фон Понтегерра
- 1914: полковник барон Людвиг фон Хольцхаузен[1]

## Известные военнослужащие
- барон Дамиан Уго фон Фирмонт цу Неерзен[нем.] (1666–1722), дворянин
- барон Фёдор Клементьевич Гейсмар (урождённый Фридрих Каспар фон Гейсмар, 1783–1848) — русский генерал, герой Отечественной войны 1812 года, Заграничных походов и русско-турецких войн. Начинал военную службу в полку в 1798—1800 годах.
- Эдвард Рыдз-Смиглы (1886–1941), маршал Польши, служил в 1910—1911 годах.
- Доминик Эртль[нем.] (1857–1911), композитор, капельмейстер полка.
- Вильгельм Август Юрек[нем.] (1870–1934), композитор, служил в полковом оркестре.
- Ганс Мозер[нем.] (1880–1964), актёр, служил в полку в 1910—1912 и в 1914—1918 годах.
- Уго Флинк[нем.] (1879–1947), актёр
- Юлиус Рингель (1889—1967), генерал горных войск Третьего рейха
- Роберт Штольц (1880—1976), композитор, капельмейстер полка

## Галерея

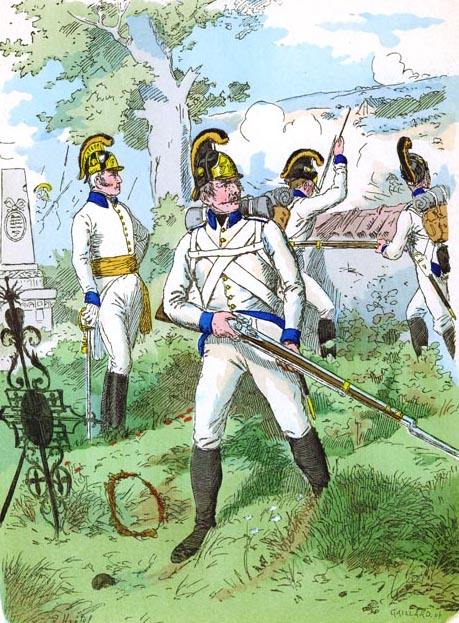
Солдаты 4-го полка в 1804 году
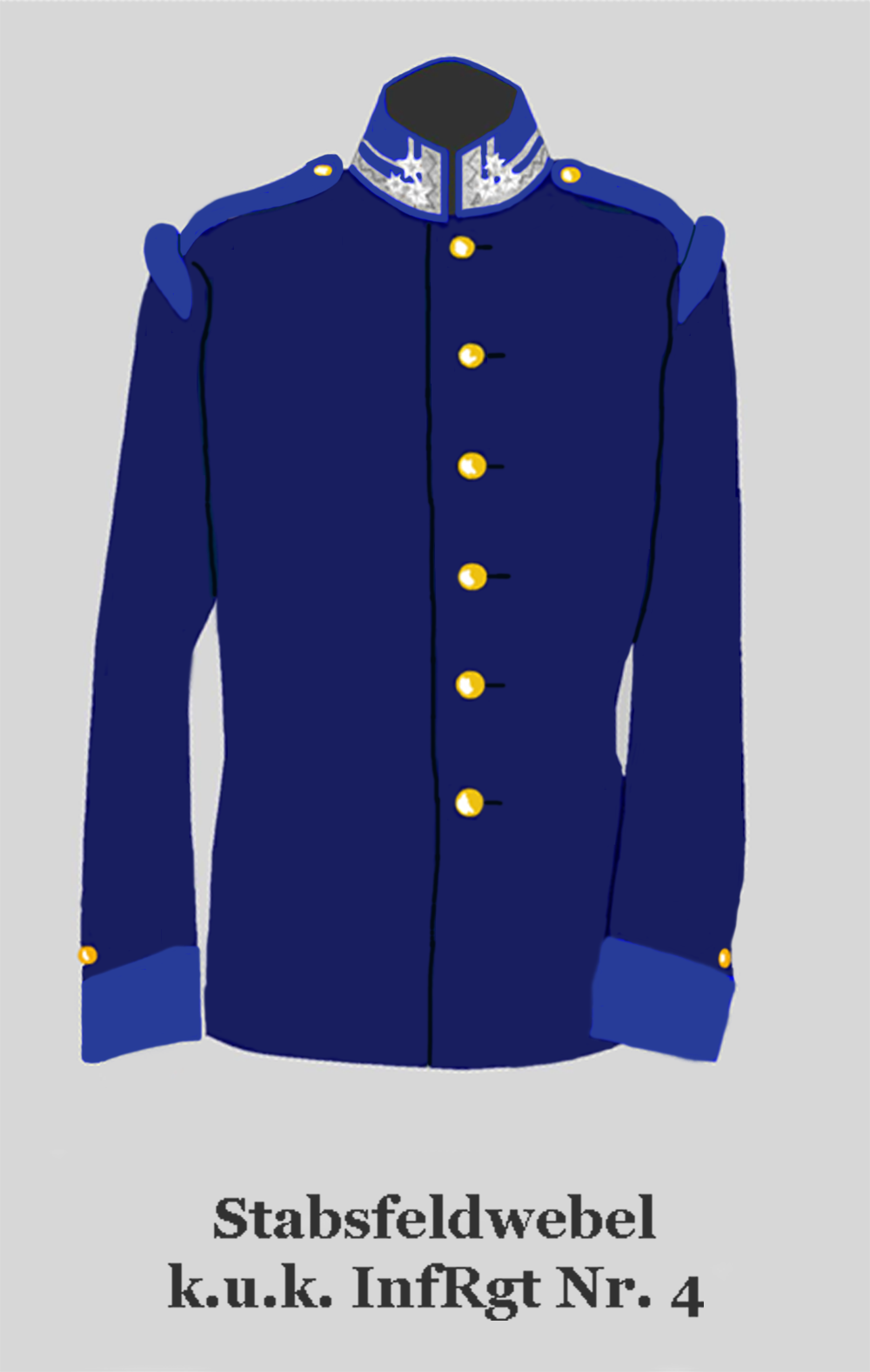
Мундир солдата 4-го полка времён Первой мировой войны
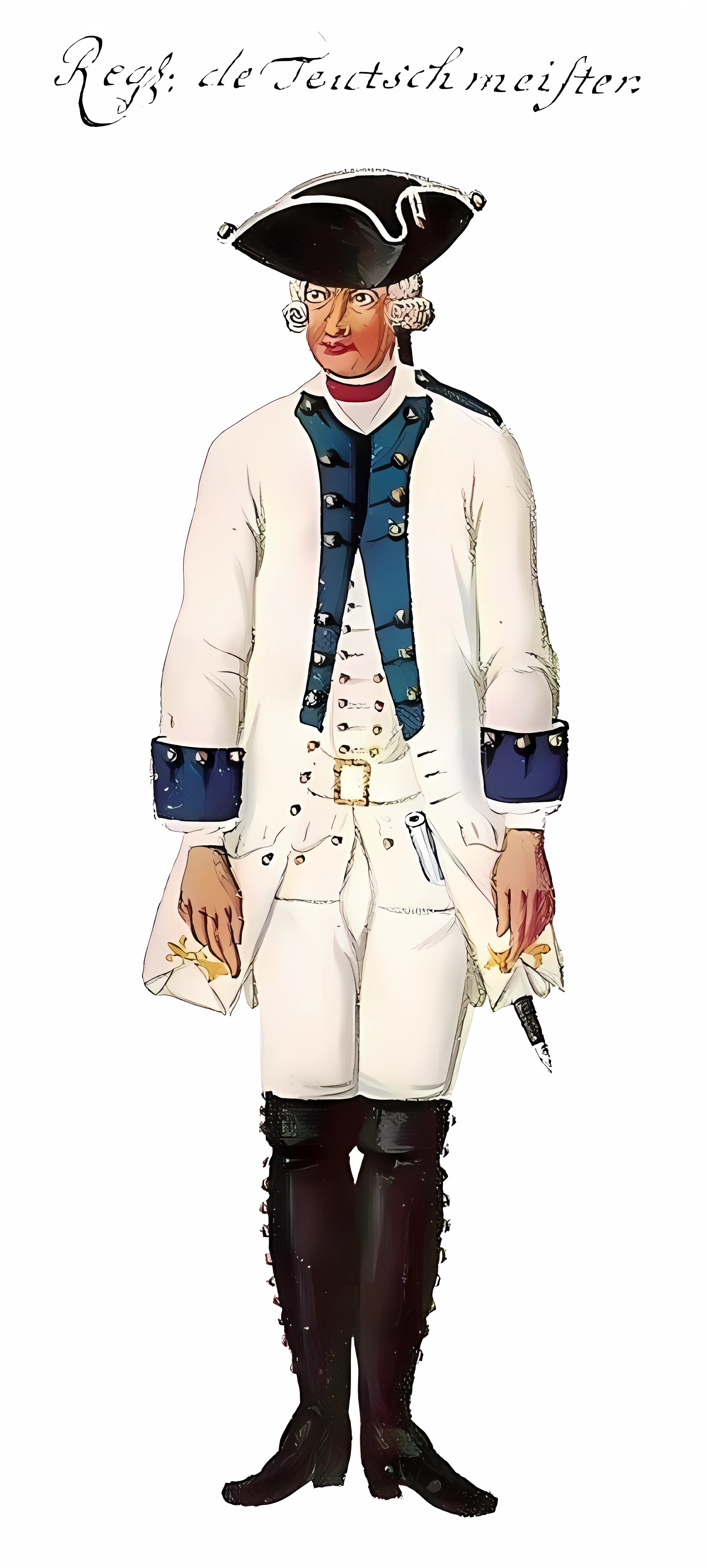
Пехотинец 4-го полка времён Семилетней войны
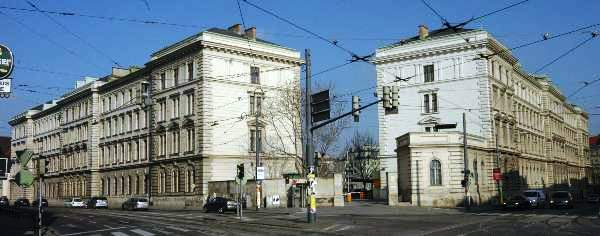
Казармы 4-го полка в Вене
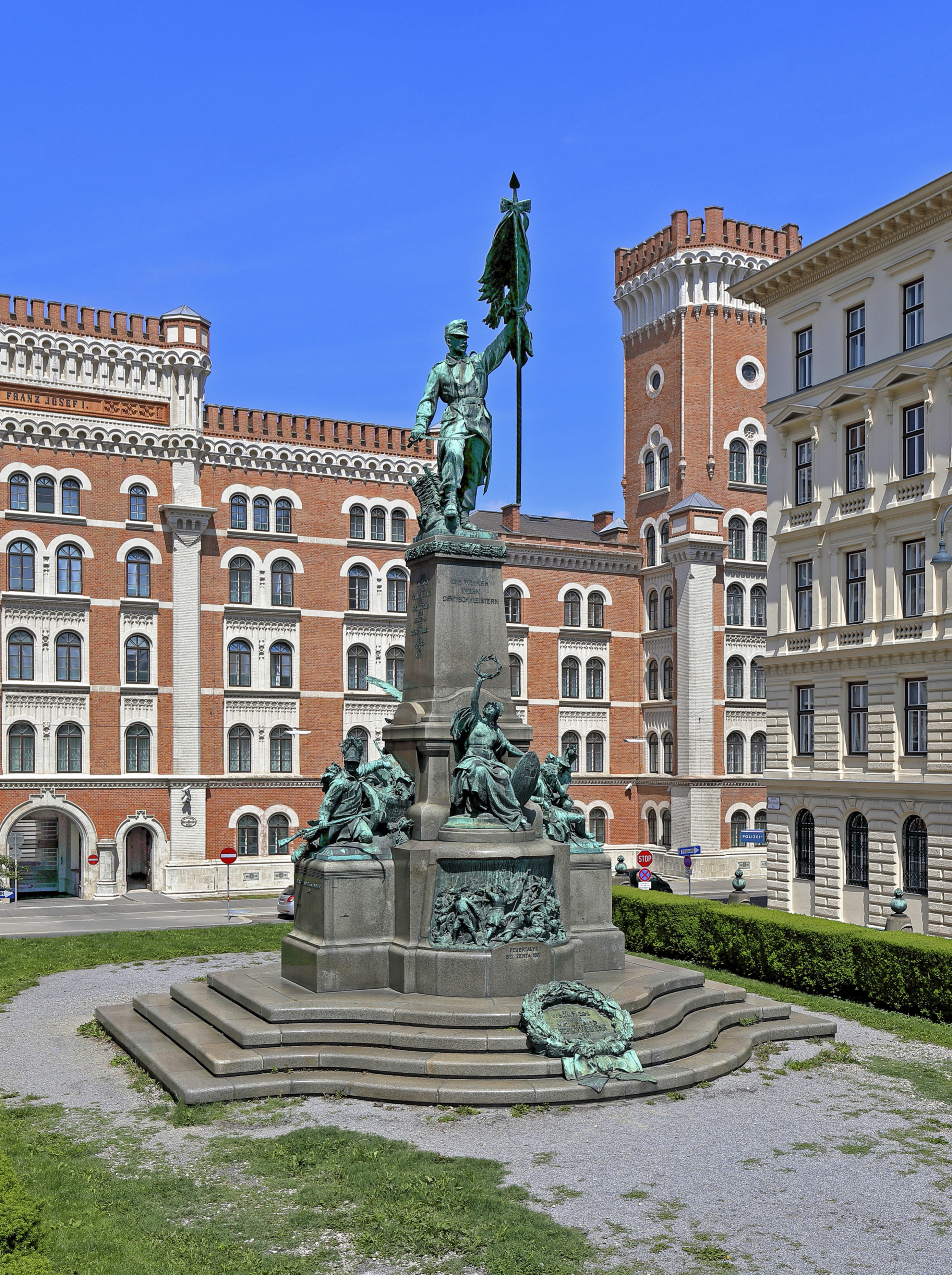
Памятник Гроссмейстеру Тевтонского ордена — памятник 4-му полку
Знамя 3-го батальона 134-го гренадерского полка